# Максимкин, Иван Владимирович
Иван Владимирович Максимкин (род. 5 марта 1988, Балаково, Саратовская область) — российский хоккеист, нападающий.

## Биография
Начал заниматься хоккеем в школе «Романтик» Балаково, с 13 лет — в тольяттинской «Ладе». С сезона 2003/04 стал играть за команду первой лиги «Лада-2». В сезоне 2005/06 провёл 10 матчей в Суперлиге. В следующем сезоне также выступал за ЦСК ВВС и «ЦСК ВВС-2». В 20076 году перешёл в «Динамо» Москва, сыграл 16 матчей в Суперлиге и два — в КХЛ. В дальнейшем выступал за «Газпром-ОГУ» и «Газовик» (2008/09), «Рязань» (2009/10), клубы чемпионата Казахстана «Казахмыс» (2010/11), «Сарыарка» (2010/11 — 2011/12), «Казцинк-Торпедо» (2013/14), «Астана» (2014/15), клубы российской высшей лиги и ВХЛ «Буран» (2011/12), «Ижсталь» (2012/13), ЦСК ВВС (2012/13), «Рязань» (2014/15), «Ермак» (2014/15).
Тренировал команду 2009 г. р. балаковского «Кристалла» (2017—2018).